# Сорокін Анатолій Іванович
Анато́лій Іва́нович Соро́кін (1921—1988) — радянський офіцер-підводник, віце-адмірал. Герой Радянського Союзу (1966).

## Життєпис
Народився 24 березня 1921 року у місті Калуга в родині службовців. Росіянин. Закінчив 10 класів і вступив до Московського електрохімічного інституту.
У лавах ВМФ СРСР з 1939 року. В 1941 році закінчив Чорноморське військово-морське училище.
Учасник німецько-радянської війни з листопада 1941 року. До березня 1943 року — командир взводу окремої роти автоматників 82-ї окремої морської стрілецької бригади Північного флоту, у складі якої брав участь у десантних операціях і обороні головної бази флоту. Після розформування бригади направлений до піхоти. У травні — вересні 1943 року — командир роти автоматників 510-го стрілецького полку 154-ї стрілецької дивізії 5-ї армії Західного фронту. Двічі був поранений. Член ВКП(б) з 1943 року.
Після лікування у шпиталі направлений до Московського флотського екіпажу, до листопада 1943 року перебував у резерві. У 1945 році закінчив Каспійське вище військово-морське училище (м. Баку).
Проходив службу на підводних човнах Тихоокеанського флоту: командир мінно-торпедної бойової частини (БЧ), помічник командира середнього дизельного підводного човна. З лютого 1951 року — командир підводного човна Балтійського флоту.
З 1959 року капітан І рангу А. І. Сорокін — командир 206-ї окремої бригади підводних човнів Північного флоту, а після її реорганізації у липні 1961 року — командир 31-ї дивізії підводних човнів Північного флоту.
У 1964 році контр-адмірал А. І. Сорокін закінчив Військову академію Генерального штабу. З червня 1964 року — командувач 1-ї (з 22 лютого 1968 року — Червонопрапорної) флотилії підводних човнів Північного флоту.
З 1 лютого по 26 березня 1966 року під командуванням контр-адмірала А. І. Сорокіна багатоцільовий атомний підводний човен «К-133» (командир — капітан ІІ рангу Л. М. Столяров) і атомний ракетоносець «К-116» (командир — капітан ІІ рангу В. Т. Виноградов) здійснили груповий трансокеанський міжфлотський перехід з губи Західна Ліца (Північний флот) в бухту Крашенінникова (Тихоокеанський флот). Вперше в історії флоту за півтора місяця було пройдено 25 тисяч миль у зануреному стані, без жодного спливання на поверхню.
7 травня 1966 року контр-адміралові А. І. Сорокіну було присвоєно військове звання «віце-адмірал».
З жовтня 1969 року — голова Постійної комісії державного приймання кораблів ВМФ СРСР.
У жовтні 1985 року віце-адмірал А. І. Сорокін вийшов у відставку. Мешкав у Москві, де й помер 29 грудня 1988 року. Похований на Кунцевському кладовищі.

## Нагороди
Указом Президії Верховної Ради СРСР від 23 травня 1966 року за успішне виконання завдань командування та виявлені при цьому мужність і відвагу, контр-адміралові Сорокіну Анатолію Івановичу присвоєне звання Героя Радянського Союзу з врученням ордена Леніна і медалі «Золота Зірка» (№ 11253).
Також нагороджений двома орденами Червоного Прапора (1956, 1972), орденами Трудового Червоного Прапора (1982), Вітчизняної війни 1-го ступеня (1985), трьома орденами Червоної Зірки (1943, 1954, 1959), орденом «За службу Батьківщині у Збройних силах СРСР» 3-го ступеня, медалями й іноземними нагородами.

## Твори
- Мы с атомных. Изд. 2-е, доповн. та пер. — М., 1972.
- Корабли проходят испытания. / Співавтор Краснов. В. Н. — Л., 1982.